# Bình Ngô đại cáo (tranh)
Bình Ngô đại cáo là một tác phẩm hội họa bằng sơn mài được họa sĩ Nguyễn Văn Minh thực hiện vào năm 1966, với chủ đề lấy cảm hứng từ văn kiện lịch sử cùng tên của Nguyễn Trãi. Tác phẩm hiện được trưng bày tại Phòng trình quốc thư, Dinh Độc Lập, Thành phố Hồ Chí Minh.

## Hoàn cảnh sáng tác
Bức Bình Ngô đại cáo được thực hiện trong bối cảnh Dinh Độc Lập vừa mới hoàn thành xây dựng vào năm 1966. Với đề tài đặt ra bởi kiến trúc sư Ngô Viết Thụ, nội dung bức tranh yêu cầu tái hiện "quang cảnh một buổi đại lễ tuyên cáo công trạng kháng Minh 10 năm của vua Lê Lợi". Lúc bấy giờ, họa sĩ Nguyễn Văn Minh được họa sĩ Lê Văn Đệ tiến cử thực hiện bức tranh này.
Khi nhận nhiệm vụ này, Nguyễn Văn Minh đang giữ vai trò Giám đốc Trung tâm Nghệ thuật và Mỹ nghệ Mê Linh, một đơn vị tiên phong trong nghệ thuật sơn mài mỹ nghệ tại miền Nam Việt Nam giai đoạn trước năm 1975. Ông đã huy động đội ngũ phụ tá của mình và tận dụng toàn bộ năng lực kỹ thuật, kinh nghiệm đã tích lũy qua quá trình tu nghiệp tại Nhật Bản để hoàn thành tác phẩm trong thời gian hai tháng ngắn ngủi. Bên cạnh bức tranh chính, Nguyễn Văn Minh còn thiết kế toàn bộ nội thất trong Phòng trình quốc thư. Ông chịu trách nhiệm chế tác bộ bàn ghế gỗ phủ sơn mài, một tấm thảm len lớn với họa tiết đồng bộ và các đèn trang trí đặt hai bên bức tranh.
Theo hợp đồng được ký kết, tổng chi phí trang trí Phòng trình quốc thư là 2.700.296 đồng, trong đó riêng bức Bình Ngô đại cáo đã có giá 2.000.000 đồng (khoảng 25.000 USD theo tỷ giá năm 1966). Tuy nhiên, để hoàn thành dự án trong thời gian ngắn, nhóm thực hiện đã phải làm việc với cường độ cao và đối mặt với không ít khó khăn trong khâu kỹ thuật, đặc biệt là việc xử lý các mảng sơn mài lớn và phức tạp.

## Mô tả
Bức Bình Ngô đại cáo tái hiện quang cảnh Đại Việt sau chiến thắng trước nhà Minh vào nửa đầu thế kỷ 15. Bức tranh có bề dài 14 thước, cao 9 thước, tức 8,8 m × 4,6 m, gồm 40 tấm sơn mài nhỏ ghép lại, mỗi tấm có kích thước 0,8m x 1m. Đây là bức tranh có kích thước lớn nhất của nghệ thuật sơn mài Việt Nam. Tác phẩm tái hiện nhiều cảnh sinh hoạt, từ lễ nghi cung đình đến cuộc sống đời thường, phản ánh sự hồi sinh của đất nước sau một giai đoạn chiến tranh khốc liệt.
Ở trung tâm bức tranh, họa sĩ Nguyễn Văn Minh khắc họa lễ đại triều của nhà Hậu Lê, nơi Lê Lợi cùng các triều thần tụ họp để tuyên cáo chiến thắng. Không khí uy nghiêm của triều đình được thể hiện qua kiến trúc cung điện, trang phục triều thần và các chi tiết như cờ xí, nhạc khí. Đoàn quân chiến thắng được khắc họa với vẻ kiêu hùng, bước đi trong tiếng hò reo của người dân.
Xung quanh những hình ảnh lễ nghi triều đình, tác phẩm còn lồng ghép nhiều cảnh sinh hoạt thường nhật của người dân, như đồng áng, lễ hội và giao thương, thể hiện niềm vui và sự hồi sinh của đời sống xã hội. Cảnh sắc thiên nhiên đóng vai trò nền cho toàn bộ tác phẩm, với những ngọn núi hùng vĩ của dãy Trường Sơn ở hậu cảnh, cánh đồng trải dài và bầu trời trong xanh, tạo cảm giác rộng lớn và hòa hợp.

## Kỹ thuật

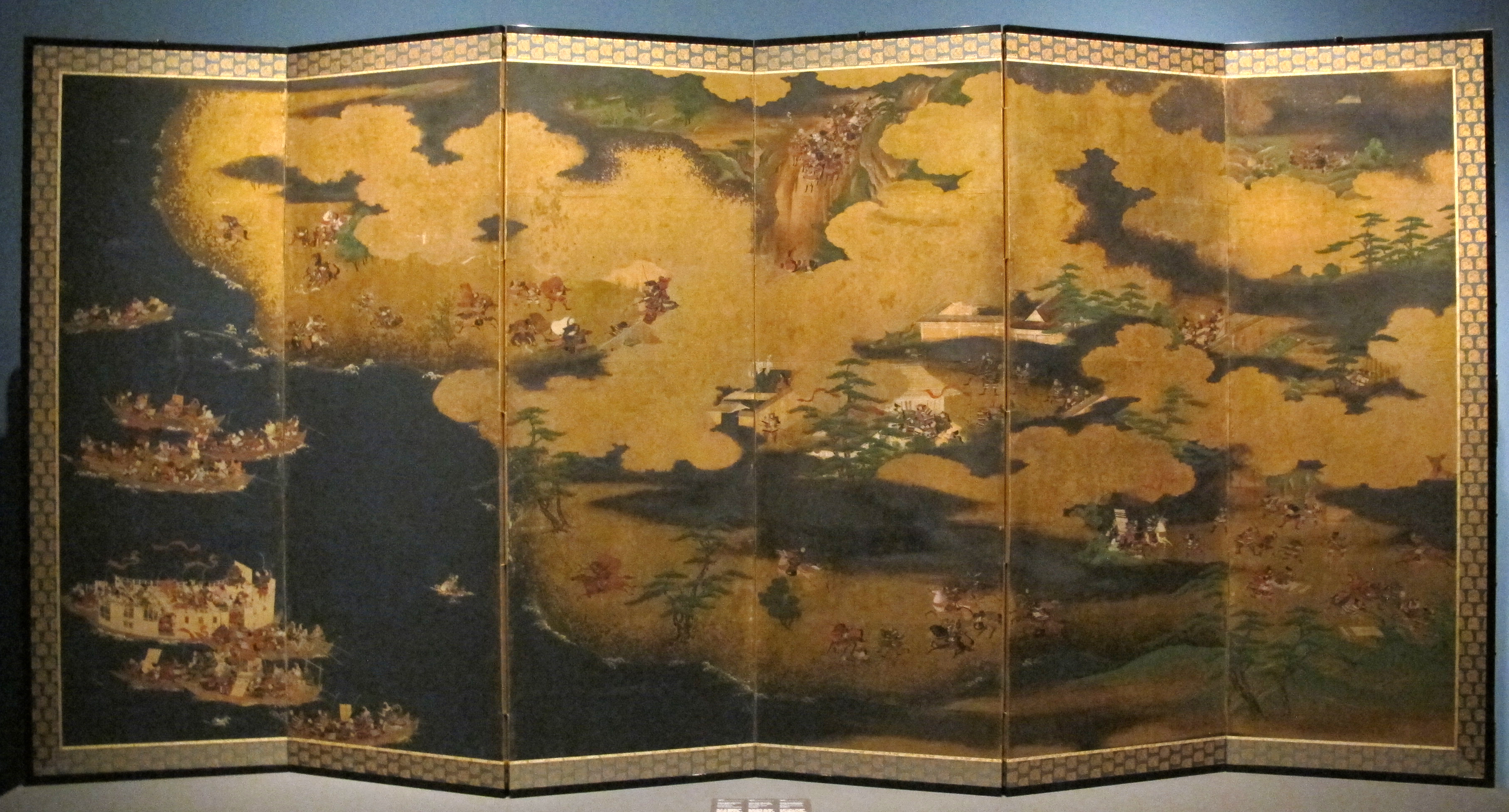
Bức Bình Ngô đại cáo mang ảnh hưởng của phong cách tranh Byōbu của Nhật Bản thời Edo.

Về mặt kỹ thuật, bức tranh sử dụng chất liệu sơn mài truyền thống Việt Nam, với màu vàng lá làm nền chủ đạo. Sự lựa chọn này không chỉ tạo nên vẻ sang trọng, rực rỡ mà còn mang tính biểu tượng, thể hiện ánh sáng của một thời kỳ mới sau chiến tranh. Bức tranh được đánh giá là mang ảnh hưởng của phong cách tranh Byōbu của Nhật Bản thời Edo, với cách sử dụng bố cục đồng hiện, tức nhiều cảnh được lồng ghép trong một không gian duy nhất. Điều này thể hiện rõ sự giao thoa giữa mỹ thuật Việt Nam và Nhật Bản, mà bản thân họa sĩ Nguyễn Văn Minh đã có cơ hội tiếp cận trong thời gian tu nghiệp tại Kyōto và Sendai.
Phong cách nghệ thuật của tác phẩm tập trung vào việc kết hợp giữa truyền thống và sáng tạo. Cảnh sắc và con người trong tranh được khắc họa tỉ mỉ, với các chi tiết thể hiện rõ nét từng chuyển động và biểu cảm. Những yếu tố lễ nghi như cờ, trống, nhạc khí được chăm chút kỹ lưỡng, tạo nên không khí trang nghiêm. Đồng thời, những hình ảnh người nông dân, cảnh chợ và đời sống thường ngày lại mang đến sự đối lập nhẹ nhàng, làm mềm đi vẻ uy nghi của triều đình.

## Số phận
Năm 1994, Nguyễn Văn Minh trở lại Việt Nam và thăm lại tác phẩm sau 27 năm. Ông nhận thấy một số chi tiết trong tranh đã xuống cấp và từng được mời phục chế bức tranh vào năm 2003. Tuy nhiên, do khó khăn về chi phí và điều kiện làm việc, việc phục chế không được thực hiện. Dù vậy, Bình Ngô đại cáo vẫn được bảo tồn tại Phòng trình quốc thư, nơi công chúng có thể chiêm ngưỡng khi tham quan Dinh Độc Lập.

## Hình ảnh

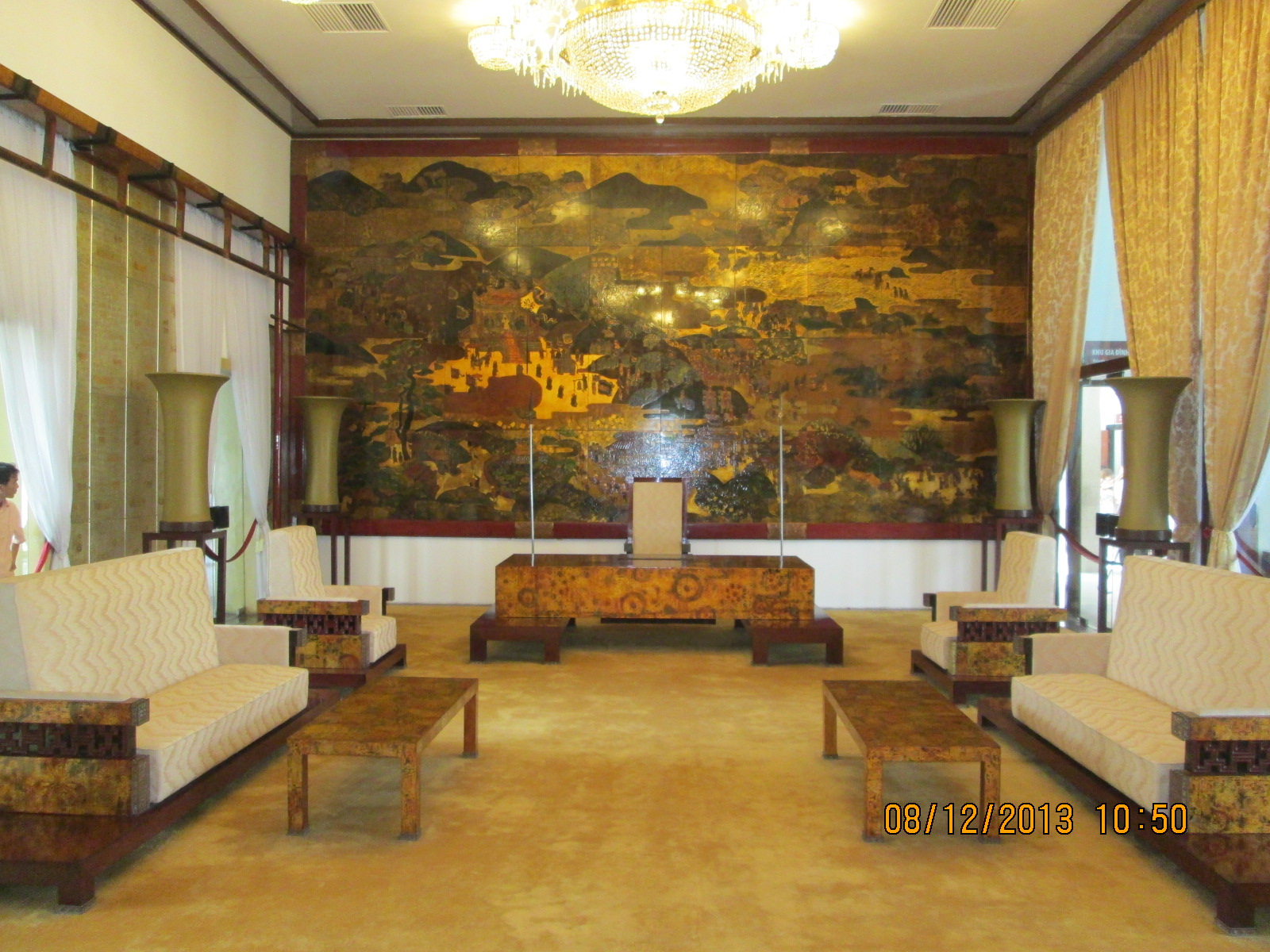
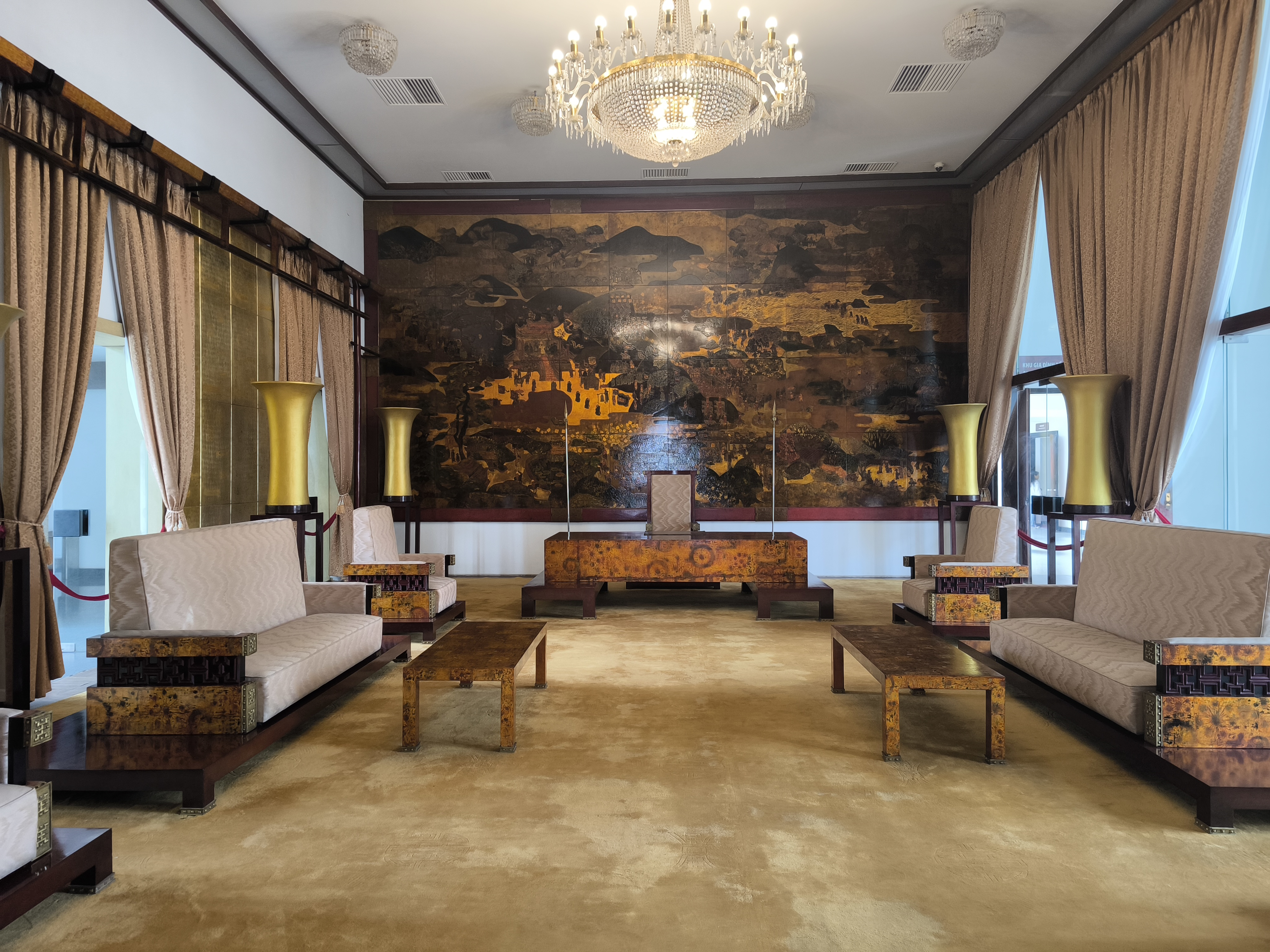
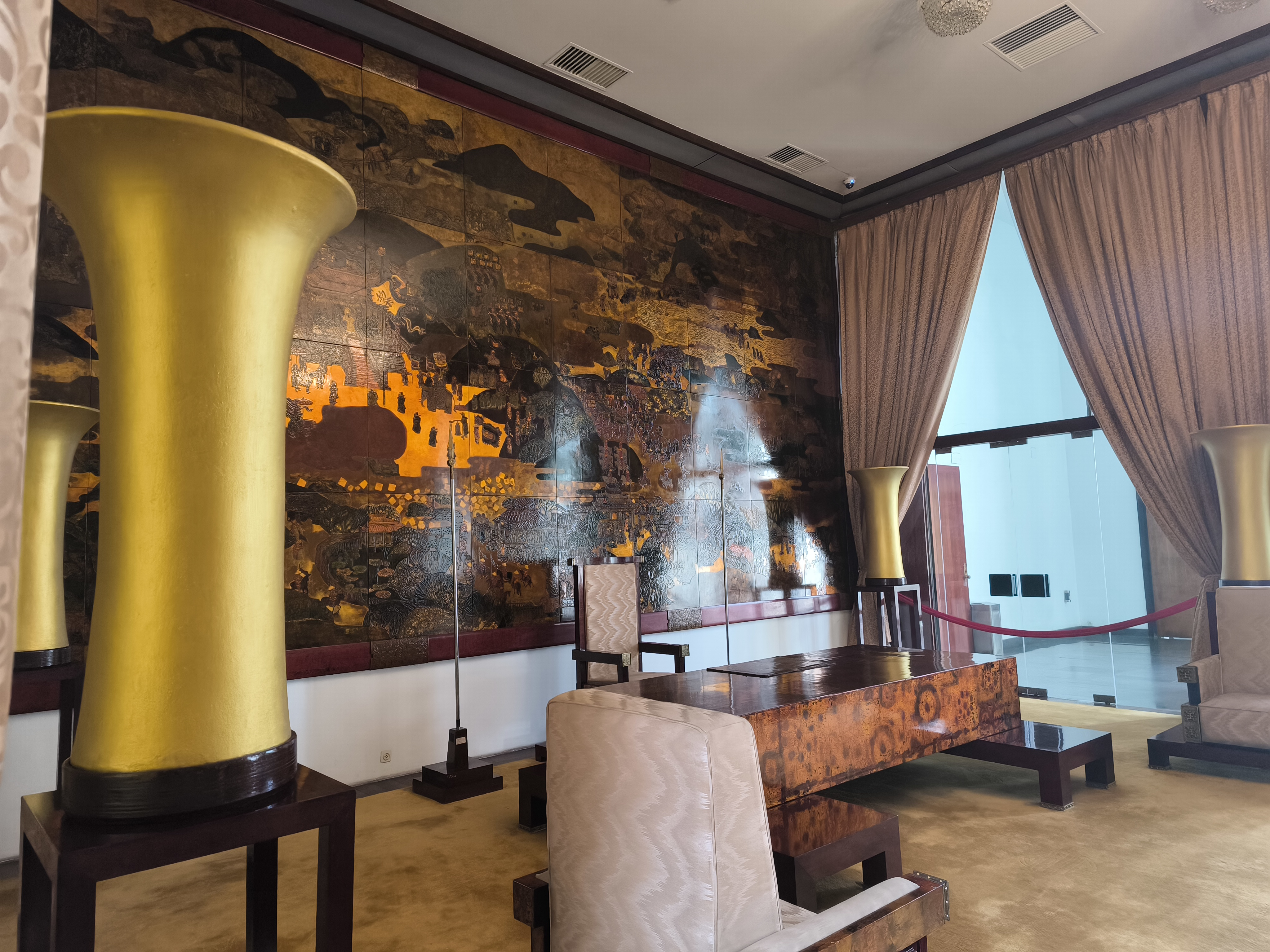
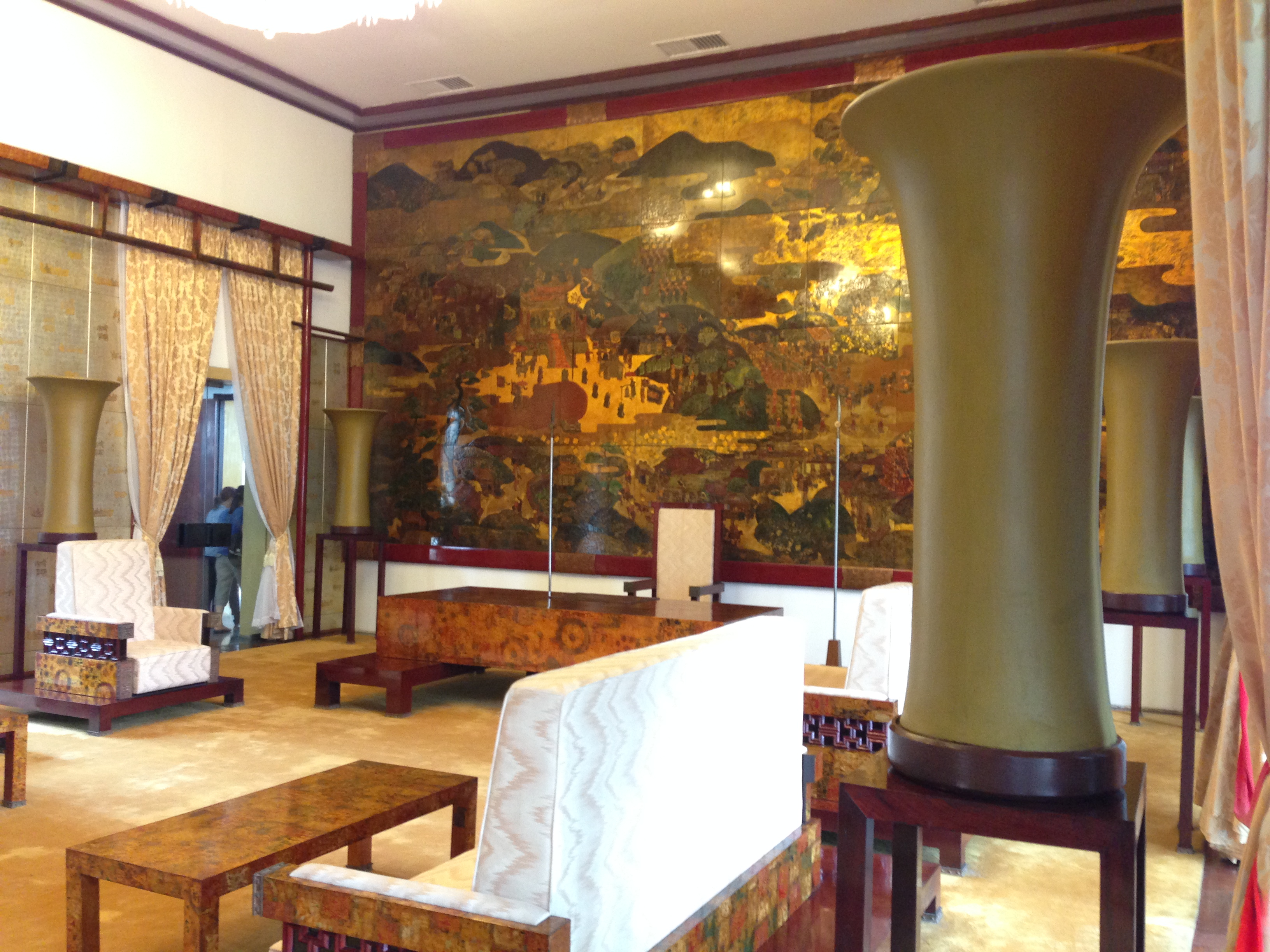
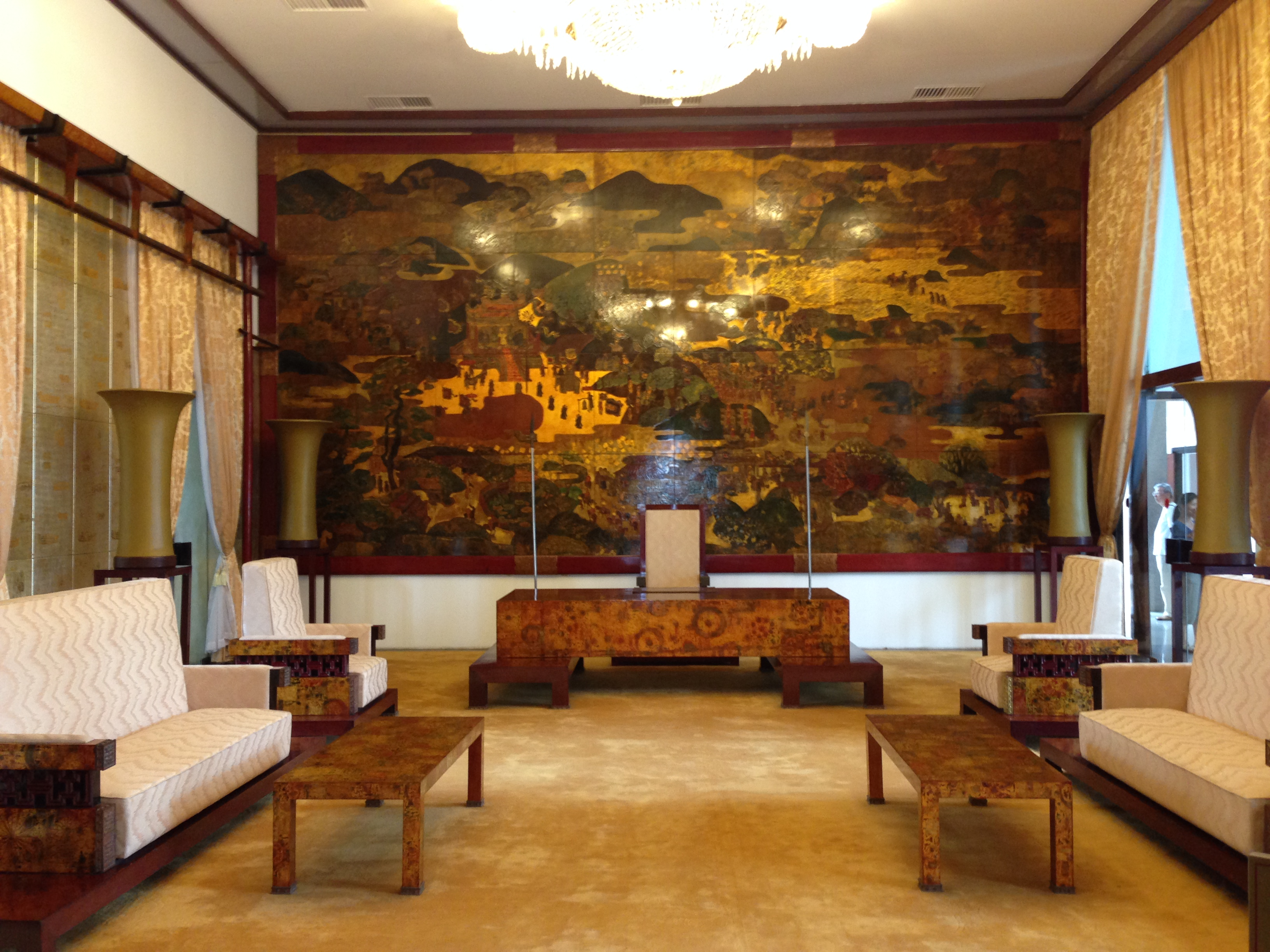